# An Čchol-su
An Čchol-su (korejsky 안철수; * 26. února 1962, Pusan) je jihokorejský lékař, podnikatel, informatik, politik a bývalý přednášející.
Otec Ana Čchol-sua byl lékař. An stejně jako on vystudoval obor lékařství a to na Soulské státní univerzitě v roce 1986. Poté pokračoval ve vzdělávání, roku 1988 získal magisterský titul v roce 1988 a v roce 1991 získal doktorát.
Roku 1982 poprvé přišel do styku s počítačem, používal jej jeho nájemník. Počítače jej nadchly natolik, že si koupil vlastní osobní počítač a začal se učit programovat. Vytvořil a bezplatně zveřejnil antivirový program, který pojmenoval V1 (od anglického „vaccine“, česky „vakcína“). Jednalo se o první jihokorejský antivirový program.
Po ukončení studií pracoval jako přednášející na Lékařské fakultě Univerzity Dankook v Čchonanu (1989–1991), poté působil v armádě jako lékař (1991–1994).
Software, který vytvořil, se stal tak populární, že se v roce 1995 rozhodl založit vlastní společnost s názvem AhnLab se sídlem v Soulu, která nabízí bezpečnostní software. V roce 1997 po ukončení postgraduálního studia managementu na Pensylvánské univerzitě se zaměřil na rozvoj společnosti AhnLab. Společnost získala významný podíl na jihokorejském trhu s antivirovými programy a zahájila expanzi na čínský a japonský trh. V roce 2001 debutovala na burze cenných papírů KOSDAQ. V roce 2005 An Čchol-su rezignoval na přímé vedení společnosti AhnLab, nadále však zůstal předsedou její dozorčí rady. V letech 2005–2010 byl ředitelem a v letech 2010–2011 prezidentem správní rady metalurgického koncernu POSCO.
Díky značné popularitě a uznání Ana Čchol-sua byl před volbami roku 2006 uveden jako potenciální kandidát na starostu Soulu. V následujících volbách v roce 2011 veřejně oznámil, že uvažuje o kandidatuře. Přes značnou podporu v anketách se rozhodl nekandidovat, ale podpořil nezávislého kandidáta Paka Won-suna.
Kandidoval dvakrát do prezidentských voleb. Kandidaturu stáhl z voleb v roce 2012, aby zvýšil šance na vítězství Mun Če-ina proti Pak Kun-hje. Ve volbách v roce 2017 kandidoval za lidovou stranu, kterou založil. Obsadil třetí místo a získal 21,4 % hlasů.